# Saison 1 de Glee
Chronologie
Saison 2
Cet article présente le guide des épisodes de la première saison de la série télévisée Glee.

## Généralités
- Aux États-Unis, le pilote a été diffusé en avant-première le 19 mai 2009 sur Fox, puis rediffusé le 2 septembre 2009 en simultané sur Global au Canada ;
- En France, la saison a été diffusée à partir du 6 juin 2010 sur Orange Cinéhappy, puis rediffusé en clair depuis le 29 mars 2011 sur M6 ;
- Au Québec, depuis le 1er septembre 2010 sur le réseau V ;
- En Belgique, depuis le 8 octobre 2010 sur Club RTL ;
- En Suisse, depuis le 25 décembre 2010 sur TSR1.

## Distribution

### Acteurs principaux
- Dianna Agron (VF : Noémie Orphelin) : Quinn Fabray
- Chris Colfer (VF : Olivier Podesta) : Kurt Hummel
- Jessalyn Gilsig (VF : Rafaèle Moutier) : Terri Delmonico (épisodes 1 à 14 et 21)
- Jane Lynch (VF : Josiane Pinson) : Sue Sylvester
- Jayma Mays (VF : Julie Turin) : Emma Pillsbury
- Kevin McHale (VF : Taric Mehani) : Artie Abrams
- Lea Michele (VF : Kelly Marot) : Rachel Berry
- Cory Monteith (VF : Charles Pestel) : Finn Hudson
- Matthew Morrison (VF : Xavier Fagnon) : Will Schuester
- Amber Riley (VF : Adeline Moreau) : Mercedes Jones
- Mark Salling (VF : Emmanuel Garijo) : Noah Puckerman
- Jenna Ushkowitz (VF : Laëtitia Godès) : Tina Cohen-Chang

### Acteurs récurrents
- Max Adler (VF : Jérémy Prévost) : David Karovsky
- Jennifer Aspen : Kendra Giardi
- Kent Avenido (VF : Vincent Ribeiro) : Howard Bamboo
- Kenneth Choi : Dr Wu
- James Earl (VF : Jérôme Rebbot) : Azimio Adams
- Ashley Fink (VF : Sylvie Jacob) : Lauren Zizes
- Patrick Gallagher (VF : Stéphane Bazin) : Ken Tanaka
- Bill A. Jones (VF : Mathieu Buscatto) : Rod Remington
- Michael Hitchcock : Dalton Rumba
- Michael Loeffelholz : Phil Giardi
- Heather Morris (VF : Laurence Sacquet) : Brittany Pierce
- Mike O'Malley (VF : Jean-Pascal Quilichini) : Burt Hummel
- Lauren Potter (VF : Delphine Braillon) : Becky Jackson
- Naya Rivera (VF : Valérie Nosrée) : Santana Lopez
- Romy Rosemont (VF : Brigitte Virtudes) : Carole Hudson-Hummel
- Charlotte Ross (VF : Anne Rondeleux) : Judy Fabray
- Gregg Henry : Russel Fabray
- Harry Shum Jr (VF : Yann Le Madic) : Mike Chang
- Josh Sussman (VF : Hervé Rey) : Jacob Ben Israel
- Dijon Talton (VF : Stanislas Forlani) : Matt Rutherford
- Iqbal Theba (VF : Marc Perez) : principal John Figgins
- Stephen Tobolowsky (VF : Bernard Alane) : Sandy Ryerson
- Robin Trocki : Jean Sylvester

### Acteurs secondaires
- John Autry : Soliste du chœur de sourds
- Jayson Blair : Chris
- Ben Bledsoe : Hank Saunders
- John Ross Bowie : Dennis
- Anna Camp : Candace Dystra
- Tonita Castro : Imelda
- Clint Culp : le routier
- Sarah Drew : Suzy Piment
- Patricia Forte : Donna Landries
- Kurt Fuller : Mr McClung
- Victor Garber : M. Schuester
- Justin Gaston : Footballer
- Eve Gordon : Mrs Fretthold
- Cheryl Francis Harrington : l'infirmière
- Gina Hecht : Mrs Puckerman
- Gregg Henry : Russell Fabray
- Amy Hill : Dr Chin
- Keisuke Hoashi : Peter « Chainsaw » Gow
- Whit Hertford : Dakota Stanley
- Valorie Hubbard : Peggy
- Joe Hursley : Joe
- Lena Hudsen : vendeuse
- Susan Leslie : Sandra
- Brian McGovern : Brett Paxton
- Rizwan Manji : Dr Gidwani
- Debra Monk : Mrs Schuester
- Chuck Spitler : Randy Cusperberg
- Paul Vogt : Herb Duncan
- Michael Benjamin Washington : Tracy Pendergrass
- Zack Weinstein : Sean Fretthold
- John Lloyd Young : Henri St. Pierre

### Invités
- Kristin Chenoweth (VF : Patricia Legrand) : April Rhodes
- Eve : Grace Hitchens
- Josh Groban : lui-même
- Jonathan Groff (VF : Donald Reignoux) : Jesse St James
- Neil Patrick Harris (VF : Vincent Ropion) : Bryan Ryan
- John Michael Higgins : Russell
- Idina Menzel (VF : Nathalie Karsenti) : Shelby Corcoran
- Olivia Newton-John  (VF : Clara Borras) : elle-même
- Molly Shannon (VF : Nathalie Bienaimé) : Brenda Castle

## Liste des épisodes

### Épisode 1:L'Effet Glee
- États-Unis : 19 mai 2009 sur FOX
- Canada : 2 septembre 2009 sur Global
- France :
  - 6 juin 2010 sur Orange Cinéhappy
  - 29 mars 2011 sur M6
- Québec : 1er septembre 2010 sur V[1]
- Belgique : 8 octobre 2010 sur Club RTL
- Suisse : 25 décembre 2010 sur TSR1

- États-Unis : 9,619 millions de téléspectateurs[2] (première diffusion)
- Canada : 1,04 million de téléspectateurs[3]
- France : 1,28 million de téléspectateurs[4]
- Québec : moins que 468 000 téléspectateurs[5]

- Where Is Love? (Oliver!) (Hank Saunders (Ben Bledsoe) et Sandy Ryerson (Stephen Tobolowsky))
- Respect (Aretha Franklin) (Mercedes Jones (Amber Riley))
- Mr Cellophane (Chicago) (Kurt Hummel (Chris Colfer))
- I Kissed a Girl (Katy Perry) (Tina Cohen-Chang (Jenna Ushkowitz))
- On My Own (Les Misérables) (Rachel Berry (Lea Michele))
- Sit Down, You're Rockin' the Boat (Blanches colombes et vilains messieurs) (Kurt Hummel, Artie Abrams (Kevin McHale), Rachel Berry, Mercedes Jones, Tina Cohen-Chang)
- Can't Fight This Feeling (REO Speedwagon) (Finn Hudson (Cory Monteith))
- Lovin', Touchin', Squeezin' (Journey) (Finn jeune (Jerry Phillips), Darren (Aaron Hendry))
- You're the One That I Want (Grease) (Kurt Hummel, Artie Abrams, Rachel Berry, Finn Hudson, Mercedes Jones, Tina Cohen-Chang)
- Rehab (Amy Winehouse) (Vocal Adrenaline)
- Leaving on a Jet Plane (John Denver) (Will Schuester (Matthew Morrison))
- That's the Way (I Like It) / (Shake, Shake, Shake) Shake Your Booty (KC and the Sunshine Band) (McKinley High Glee Club - '93)
- Don't Stop Believin' (Journey) (Kurt Hummel, Artie Abrams, Rachel Berry, Finn Hudson, Mercedes Jones, Tina Cohen-Chang)

- La chanson I Kissed a Girl sera reprise dans l'épisode 7 de la saison 3 mais cette fois par toutes les filles des New Directions puis sera encore repris dans l'épisode 12 de la saison 6 en tant que flash-back.
- La chanson Viva la Vida de Coldplay devait être reprise par Will, mais elle a été remplacée.
- Les Vocal Adrenaline devaient interpréter une chanson en plus, Let Me Entertain You de Robbie Williams, mais celle-ci a été annulée.
- La chanson Brand New Day de The Wiz devait être chantée dans un flash-back par l'ancienne chorale du lycée à l'époque où Will en faisait partie.
- La chanson One de A Chorus Line devaient être reprise par les Rhythm Explosion (la chorale composée de Rachel, Kurt, Artie, Mercedes et Tina), mais elle a été annulée.

### Épisode 2:Tout le monde adore le disco
- États-Unis /  Canada : 9 septembre 2009 sur FOX / Global
- France :
  - 6 juin 2010 sur Orange Cinéhappy
  - 29 mars 2011 sur M6
- Québec : 8 septembre 2010 sur V
- Belgique : 8 octobre 2010 sur Club RTL
- Suisse : sur TSR 2

- États-Unis : 7,5 millions de téléspectateurs[6]
- Canada : 1,768 million de téléspectateurs[7]
- France : 876 000 téléspectateurs[4]

- Kenneth Choi : Dr Wu

- Le Freak (Chic) (Kurt Hummel, Artie Abrams, Rachel Berry, Finn Hudson, Mercedes Jones, Tina Cohen-Chang)
- Gold Digger (Kanye West feat. Jamie Foxx) (Kurt Hummel, Artie Abrams, Rachel Berry, Finn Hudson, Will Schuester, Mercedes Jones, Tina Cohen-Chang)
- All by Myself (Eric Carmen) (Emma Pillsbury (Jayma Mays))
- Push It (Salt-n-Pepa) (Kurt Hummel, Artie Abrams, Rachel Berry, Finn Hudson, Mercedes Jones, Tina Cohen-Chang)
- I Say a Little Prayer (Dionne Warwick) (Quinn Fabray (Dianna Agron), Brittany Pierce (Heather Morris), Santana Lopez (Naya Rivera)
- Take a Bow (Rihanna) (Rachel Berry avec Mercedes Jones et Tina Cohen-Chang)

### Épisode 3:Les Acafellas
- États-Unis /  Canada : 16 septembre 2009 sur FOX / Global
- France :
  - 13 juin 2010 sur Orange Cinéhappy
  - 29 mars 2011 sur M6
- Québec : 15 septembre 2010 sur V
- Belgique : 15 octobre 2010 sur Club RTL

- États-Unis : 6,69 millions de téléspectateurs[8]
- Canada : 1,443 million de téléspectateurs[9]
- France : 642 000 téléspectateurs[4]

- Debra Monk : Mme Schuster
- Victor Garber : M. Schuster
- John Lloyd Young : Henri St. Pierre
- Josh Groban : lui-même

- For He's a Jolly Good Fellow (Anon) (Howard Bamboo (Kent Avenido), Ken Tanaka (Patrick Gallagher), Henri St. Pierre (John Lloyd Young), Will Schuester, Sandy Ryerson)
- This Is How We Do It (Montell Jordan) (Will Schuester)
- Poison (Bell Biv DeVoe) (Howard Bamboo, Ken Tanaka, Will Schuester, Henri St. Pierre)
- Mercy (Duffy) (Vocal Adrenaline)
- La camisa negra (Juanes) (Noah Puckerman (Mark Salling)) version instrumentale
- Bust Your Windows (Jazmine Sullivan) (Mercedes Jones avec les Cheerios)
- I Wanna Sex You Up (Color Me Badd) (Ken Tanaka, Finn Hudson, Will Schuester, Noah Puckerman, Sandy Ryerson)

### Épisode 4:Droit au but
- États-Unis /  Canada : 23 septembre 2009 sur FOX / Global
- France :
  - 13 juin 2010 sur Orange Cinéhappy
  - 30 mars 2011 sur M6
- Québec : 22 septembre 2010 sur V
- Belgique : 15 octobre 2010 sur Club RTL

- États-Unis : 6,63 millions de téléspectateurs[10]
- Canada : 1,394 million de téléspectateurs[11]
- France : 1,003 million de téléspectateurs[4]

- Kurt Fuller : M. McClung

- Single Ladies (Put a Ring on It) (Beyoncé) (Kurt Hummel, Brittany Pierce, Tina Cohen-Chang) danse uniquement
- Single Ladies (Put a Ring on It) (Beyoncé) (L'équipe de football du lycée William McKinley) danse uniquement
- Taking Chances (Céline Dion) (Rachel Berry)
- Tonight (West Side Story) (Tina Cohen-Chang)

### Épisode 5:Le talent n'a pas d'âge
- États-Unis /  Canada : 30 septembre 2009 sur FOX / Global
- France :
  - 20 juin 2010 sur Orange Cinéhappy
  - 30 mars 2011 sur M6
- Québec : 29 septembre 2010 sur V
- Belgique : 22 octobre 2010 sur Club RTL

- États-Unis : 7,4 millions de téléspectateurs[12]
- Canada : 1,452 million de téléspectateurs[13]
- France : 1 million de téléspectateurs[4]

- Kristin Chenoweth : April Rhodes

- Don't Stop Believin' (Journey) (Finn Hudson et Quinn Fabray avec les New Direction)
- Maybe This Time (Cabaret) (April Rhodes (Kristin Chenoweth) et Rachel Berry)
- Cabaret (Cabaret) (Rachel Berry)
- Alone (Heart) (April Rhodes et Will Schuester)
- Last Name (Carrie Underwood) (April Rhodes et les New Directions sauf Rachel Berry)
- Somebody to Love (Queen) (New Directions)

- La chanson Money de la comédie musicale Cabaret aurait dû être reprise par Rachel et Sandy Ryerson, mais elle a été annulée.

### Épisode 6:Vitamine D
- États-Unis /  Canada : 7 octobre 2009 sur FOX / Global
- France :
  - 20 juin 2010 sur Orange Cinéhappy
  - 30 mars 2011 sur M6
- Québec : 6 octobre 2010 sur V
- Belgique : 22 octobre 2010 sur Club RTL

- États-Unis : 7,28 millions de téléspectateurs[14]
- Canada : 1,611 million de téléspectateurs[15]
- France : 875 000 téléspectateurs[4]

- It's My Life / Confessions, Pt II (Bon Jovi / Usher) (Les garçons des New Directions)
- Halo / Walking on Sunshine (Beyoncé / Katrina and the Waves) (Les filles des New Directions)

### Épisode 7:Minorités report
- États-Unis /  Canada : 14 octobre 2009 sur FOX / Global
- France :
  - 27 juin 2010 sur Orange Cinéhappy
  - 6 avril 2011 sur M6
- Québec : 13 octobre 2010 sur V
- Belgique : 29 octobre 2010 sur Club RTL

- États-Unis : 7,65 millions de téléspectateurs[16]
- Canada : 1,397 million de téléspectateurs[17]
- France : 1,112 million de téléspectateurs[18],[19]

- Kenneth Choi : Dr Wu
- Amy Hill : Dr Chin

- Hate on Me (Jill Scott) (Mercedes Jones, et les susettes )
- Ride wit Me (Nelly feat. City Spud) (New Directions)
- No Air (Jordin Sparks feat. Chris Brown) (Rachel Berry, Finn Hudson, Quinn Fabray, Noah Puckerman, Brittany Pierce)
- You Keep Me Hangin' On (The Supremes) (Quinn Fabray)
- Keep Holding On (Avril Lavigne) (Rachel Berry, Finn Hudson et New Directions)

### Épisode 8:Que la honte soit avec toi
- États-Unis /  Canada : 21 octobre 2009 sur FOX / Global
- France :
  - 27 juin 2010 sur Orange Cinéhappy
  - 6 avril 2011 sur M6
- Québec : 20 octobre 2010 sur V
- Belgique : 29 octobre 2010 sur Club RTL

- États-Unis : 7,24 millions de téléspectateurs[20]
- Canada : 1,524 million de téléspectateurs[21]
- France : 1,22 million de téléspectateurs[19]

- Gina Hecht : Mme Puckerman

- Bust a Move (Young MC) (Will Schuester, Quinn Fabray et New Directions)
- Thong Song (Sisqo) (Will Schuester)
- What a Girl Wants (Christina Aguilera) (Rachel Berry)
- Sweet Caroline (Neil Diamond) (Noah Puckerman)
- Sing, Sing, Sing (Louis Prima) (Sue Sylvester (Jane Lynch) et Will Schuester) danse uniquement
- I Could Have Danced All Night (My Fair Lady) (Emma Pillsbury)

### Épisode 9:Les Chaises musicales
- États-Unis /  Canada : 11 novembre 2009 sur FOX / Global
- France :
  - 4 juillet 2010 sur Orange Cinéhappy
  - 6 avril 2011 sur M6
- Québec : 27 octobre 2010 sur V
- Belgique : 5 novembre 2010 sur Club RTL

- États-Unis : 7,35 millions de téléspectateurs[22]
- Canada : 1,686 million de téléspectateurs[23]
- France : 1,22 million de téléspectateurs[19]

- Lauren Potter : Becky Jackson
- Robin Trocki : Jean Sylvester

- Dancing with Myself (Nouvelle Vague) (Artie Abrams)
- Defying Gravity (Wicked) (Kurt Hummel et Rachel Berry)
- Proud Mary (Ike & Tina Turner) ( Mercedes Jones, Artie Abrams,Tina Cohen-Chang et New Directions)

### Épisode 10:La musique adoucit les mœurs
- États-Unis /  Canada : 18 novembre 2009 sur FOX / Global
- France :
  - 4 juillet 2010 sur Orange Cinéhappy
  - 13 avril 2011 sur M6
- Québec : 3 novembre 2010 sur V
- Belgique : 5 novembre 2010 sur Club RTL

- États-Unis : 7,29 millions de téléspectateurs[24]
- Canada : 1,735 million de téléspectateurs[25]
- France : 829 000 téléspectateurs[26],[27]

- Sarah Drew : Suzy Piment
- Charlotte Ross : Judy Fabray
- Gregg Henry : Russell Fabray

- Endless Love (Lionel Richie et Diana Ross) (Rachel Berry et Will Schuester)
- I'll Stand by You (The Pretenders) (Finn Hudson)
- Don't Stand So Close to Me / Young Girl (The Police / Gary Puckett & The Union Gap) (Will Schuester)
- Crush (Jennifer Paige) (Rachel Berry)
- (You're) Having My Baby (Paul Anka et Odia Coates) (Finn Hudson)
- Lean on Me (Bill Withers) (New Directions)

- La chanson I Saw Red de Warrant devait être reprise par Puck mais elle a été annulée.
- Dans l'épisode, Rachel voulait chanter la chanson Sorry Seems to Be the Hardest Word de Elton John, mais Will l'a interrompue.
- Dans l'épisode, pour le devoir sur les ballades, Kurt a proposé à Finn de chanter I Honestly Love You de Olivia Newton-John.

### Épisode 11:De la poudre aux cheveux
- États-Unis /  Canada : 25 novembre 2009 sur FOX / Global
- France :
  - 11 juillet 2010 sur Orange Cinéhappy
  - 13 avril 2011 sur M6
- Québec : 10 novembre 2010 sur V
- Belgique : 12 novembre 2010 sur Club RTL

- États-Unis : 6,17 millions de téléspectateurs[28]
- Canada : 1,371 million de téléspectateurs[29]
- France : 875 000 téléspectateurs[27]

- Michael Hitchcock : Dalton Rumba
- Eve : Grace Hitchens

- Bootylicious (Destiny's Child) (Jane Addams Academy Choir)
- Don't Make Me Over (Dionne Warwick) (Mercedes Jones)
- You're the One That I Want (Grease) (Rachel Berry et Finn Hudson)
- Papa Don't Preach (Madonna) (Quinn Fabray et Noah Puckerman)
- Hair / Crazy in Love (Hair / Beyonce feat. Jay-Z) (New Directions)
- Imagine (John Lennon) (Haverbrook Deaf Choir et New Directions)
- True Colors (Cyndi Lauper) ( Tina Cohen-Chang et New Directions)

### Épisode 12:Promotion matelas
- États-Unis /  Canada : 2 décembre 2009 sur FOX / Global
- France :
  - 11 juillet 2010 sur Orange Cinéhappy
  - 13 avril 2011 sur M6
- Belgique : 12 novembre 2010 sur Club RTL
- Québec : 17 novembre 2010 sur V

- États-Unis : 8,15 millions de téléspectateurs[30]
- Canada : 1,796 million de téléspectateurs[31]
- France : 935 000 téléspectateurs[27]

- You Might Think (Weezer)  (en fond musical uniquement)
- Smile (Lily Allen) (Rachel Berry et Finn Hudson)
- When You're Smiling (Louis Armstrong) (Rachel Berry)
- Jump (Van Halen) (New Directions)
- Smile (Charlie Chaplin) (New Directions)

### Épisode 13:Tragédie en sous-sol
- États-Unis /  Canada : 9 décembre 2009 sur FOX / Global
- France :
  - 18 juillet 2010 sur Orange Cinéhappy
  - 20 avril 2011 sur M6
- Belgique : 19 novembre 2010 sur Club RTL
- Québec : 24 novembre 2010 sur V[32]

- États-Unis : 8,13 millions de téléspectateurs[33]
- Canada : 1,644 million de téléspectateurs[34]
- France : 855 000 téléspectateurs[35],[36]

- Michael Hitchcock : Dalton Rumba
- Eve : Grace Hitchens

- And I Am Telling You I'm Not Going (Jennifer Hudson) (Mercedes Jones)
- And I Am Telling You I'm Not Going (Jennifer Hudson) (Jane Addams Academy Choir)
- Proud Mary (Ike & Tina Turner) (Jane Addams Academy Choir)
- Don't Stop Believin' (Journey) (Haverbrook Deaf Choir)
- Don't Rain on My Parade (Funny Girl) (Rachel Berry)
- You Can't Always Get What You Want (The Rolling Stones) (New Directions)
- My Life Would Suck Without You (Kelly Clarkson) (New Directions)

- La chanson Broken Strings de James Morrison et Nelly Furtado devait être reprise par Rachel, Finn, Quinn et Puck, mais elle a été annulée.

### Épisode 14:Fuis moi, je te suis…
- États-Unis /  Canada : 13 avril 2010 sur FOX / Global
- France :
  - 12 septembre 2010 sur Orange Cinéhappy
  - 20 avril 2011 sur M6
- Belgique : 19 novembre 2010 sur Club RTL
- Québec : 2 février 2011 sur V[37]

- États-Unis : 13,66 millions de téléspectateurs[38]
- Canada : 2,12 millions de téléspectateurs[39]
- France : 990 000 téléspectateurs[36]

- Hello, I Love You (The Doors) (Finn Hudson)
- Gives You Hell (All American Rejects) (Rachel Berry et New Directions)
- Hello (Lionel Richie) (Rachel Berry et Jesse St. James (Jonathan Groff))
- Hello Again (Neil Diamond) (Will Schuester)
- Highway to Hell (AC/DC) (Jesse St. James et Vocal Adrenaline)
- Hello, Goodbye (The Beatles) (New Directions)

- La chanson Hello Twelve, Hello Thirteen, Hello Love de la comédie musicale A Chorus Line devait être reprise par Rachel et Jesse, mais elle a été remplacée par une autre.

### Épisode 15:La Puissance de Madonna
- États-Unis /  Canada : 20 avril 2010 sur FOX / Global
- France :
  - 19 septembre 2010 sur Orange Cinéhappy
  - 20 avril 2011 sur M6
- Belgique : 26 novembre 2010 sur Club RTL
- Québec : 9 février 2011 sur V

- États-Unis : 12,98 millions de téléspectateurs[40]
- Canada : 2,096 millions de téléspectateurs[41]
- France : 1 million de téléspectateurs[36]

- Lauren Potter : Becky Jackson

- Ray of Light (Madonna) (Brittany Pierce, Santana Lopez et les McKinley High School Cheerios) danse uniquement
- Express Yourself (Madonna) (Rachel Berry, Quinn Fabray, Mercedes Jones, Tina Cohen-Chang, Brittany Pierce, Santana Lopez)
- Burning Up (Madonna) (en fond musical)
- Borderline / Open Your Heart (Madonna) (Rachel Berry et Finn Hudson)
- Frozen (Madonna) (en fond musical)
- Vogue (Madonna) (Sue Sylvester avec Kurt Hummel, Mercedes Jones, Santana Lopez, Brittany Pierce)
- Like a Virgin (Madonna) (Santana Lopez, Finn Hudson, Rachel Berry, Jesse St. James, Emma Pillsbury, Will Schuester)
- Justify My Love (Madonna) (En fond musical)
- 4 Minutes (Madonna feat. Justin Timberlake et Timbaland) (Kurt Hummel et Mercedes Jones)
- What It Feels Like for a Girl (Finn Hudson, Artie Abrams, Kurt Hummel, Noah Puckerman, Mike Chang, Will Schuester et Matt Rutherford)
- Like a Prayer (Madonna) (Rachel Berry, Finn Hudson, Kurt Hummel, Mercedes Jones et New Directions)

- Les chansons interprétées dans cet épisode sont celles de Madonna. Elles sont regroupées dans l'EP Glee: The Music, The Power of Madonna.
- Un mash-up des chansons Justify My Love  et de Erotica devait être interprété par Tina, mais il a été annulé. La première de ces chansons reste néanmoins toujours audible en arrière-fond dans l'épisode.

### Épisode 16:Home Sweet Home
- États-Unis /  Canada : 27 avril 2010 sur FOX / Global
- France :
  - 26 septembre 2010 sur Orange Cinéhappy
  - 27 avril 2011 sur M6
- Belgique : 26 novembre 2010 sur Club RTL
- Québec : 16 février 2011 sur V

- États-Unis : 12,18 millions de téléspectateurs[42]
- Canada : 2,164 millions de téléspectateurs[43]
- France : 1,13 million de téléspectateurs[44]

- Lauren Potter : Becky Jackson
- Kristin Chenoweth : April Rhodes

- Heart of Glass (Blondie) (en fond musical seulement)
- Fire (Bruce Springsteen) (Will Schuester et April Rhodes)
- A House Is Not a Home (Dionne Warwick) (Kurt Hummel et Finn Hudson)
- One Less Bell to Answer / A House Is Not a Home (Keely Smith / Barbra Streisand) (Will Schuester et April Rhodes)
- Beautiful (Christina Aguilera) (Mercedes Jones)
- Home (The Wiz) (April Rhodes et New Directions)

- La chanson Xanadu de Olivia Newton-John et de Electric Light Orchestra devait être reprise par Rachel et Jesse, mais elle a été annulée.
- La chanson Fergalicious de Fergie ft. Will.i.am devait être reprise par Mercedes, Kurt et les cheerleaders, mais elle a été annulée.

### Épisode 17:La Mauvaise Réputation
- États-Unis /  Canada : 4 mai 2010 sur FOX / Global
- France :
  - 3 octobre 2010 sur Orange Cinéhappy
  - 27 avril 2011 sur M6
- Belgique : 3 décembre 2010 sur Club RTL
- Québec : 23 février 2011 sur V

- États-Unis : 11,62 millions de téléspectateurs[45]
- Canada : 1,954 million de téléspectateurs[46]
- France : 1,3 million de téléspectateurs[44]

- Molly Shannon : Brenda Castle
- Robin Trocki : Jean Sylvester
- Olivia Newton-John : elle-même

- Ice Ice Baby (Vanilla Ice) (Will Schuester et New Directions)
- U Can't Touch This (MC Hammer) (Artie Abrams, Tina Cohen-Chang, Brittany Pierce, Kurt Hummel, Mercedes Jones)
- Physical (Olivia Newton-John) (Olivia Newton-John et Sue Sylvester)
- Run Joey Run (David Geddes) (Rachel Berry, Noah Puckerman, Jesse St. James, Finn Hudson, Santana Lopez, Brittany Pierce)
- Total Eclipse of the Heart (Bonnie Tyler) (Rachel Berry, Jesse St. James, Noah Puckerman, Finn Hudson)

### Épisode 18:Trouver sa voix
- États-Unis /  Canada : 11 mai 2010 sur FOX / Global
- France :
  - 10 octobre 2010 sur Orange Cinéhappy
  - 4 mai 2011 sur M6
- Belgique : 3 décembre 2010 sur Club RTL
- Québec : 2 mars 2011 sur V

- États-Unis : 11,57 millions de téléspectateurs[47]
- Canada : 1,966 million de téléspectateurs[48]
- France : 1,027 million de téléspectateurs[49],[50]

- The Climb (Miley Cyrus) (Rachel Berry)
- Jessie's Girl (Rick Springfield) (Finn Hudson)
- The Lady Is a Tramp (Sammy Davis, Jr.) (Mercedes Jones et Noah Puckerman)
- Pink Houses (John Mellencamp) (Kurt Hummel)
- The Boy Is Mine (Brandy et Monica) (Mercedes Jones et Santana Lopez)
- Rose's Turn (Gypsy) (Kurt Hummel)
- One (U2) (New Directions et Sean Fretthold (Zack Weinstein))

### Épisode 19:Le Misérable
- États-Unis /  Canada : 18 mai 2010 sur FOX / Global
- France :
  - 17 octobre 2010 sur Orange Cinéhappy
  - 4 mai 2011 sur M6
- Belgique : 10 décembre 2010 sur Club RTL
- Québec : 9 mars 2011 sur V

- États-Unis : 11,47 millions de téléspectateurs[51]
- Canada : 1,862 million de téléspectateurs[52]
- France : 1,1 million de téléspectateurs[50]

- Molly Shannon : Brenda Castle
- Neil Patrick Harris : Bryan Ryan

- Daydream Believer (The Monkees) (Bryan Ryan et l'ancien William McKinley High Glee Club)
- Piano Man (Billy Joel) (Will Schuester et Bryan Ryan)
- Big Spender (Sweet Charity) (Wendy Worthington)
- Dream On (Aerosmith) (Will Schuester et Bryan Ryan)
- Safety Dance (Men Without Hats) (Artie Abrams)
- I Dreamed a Dream (Les Misérables) (Shelby Corcoran (Idina Menzel) et Rachel Berry)
- Dream a Little Dream of Me (The Mamas and the Papas) (Artie Abrams et les New Directions)

- La chanson The Impossible Dream de la comédie musicale L'Homme de la Mancha devait être reprise par Will mais elle a été annulée.

### Épisode 20:Complètement Gaga
- États-Unis /  Canada : 25 mai 2010 sur FOX / Global
- France :
  - 24 octobre 2010 sur Orange Cinéhappy
  - 4 mai 2011 sur M6
- Belgique : 10 décembre 2010 sur Club RTL
- Québec : 16 mars 2011 sur V

- États-Unis : 11,37 millions de téléspectateurs[53]
- Canada : 1,914 million de téléspectateurs[54]
- France : 990 000 téléspectateurs[50]

- Funny Girl (Funny Girl) (Shelby Corcoran)
- Bad Romance (Lady Gaga) (Rachel Berry, Mercedes Jones, Tina Cohen-Chang, Quinn Fabray, Santana Lopez, Brittany Pierce, Kurt Hummel)
- Shout It Out Loud (Kiss) (Finn Hudson, Noah Puckerman, Artie Abrams, Mike Chang, Matt Rutherford)
- Speechless (Lady Gaga) en fond musical uniquement
- Beth (Kiss) (Finn Hudson, Noah Puckerman, Artie Abrams, Mike Chang, Matt Rutherford)
- Poker Face (Lady Gaga) (Rachel Berry et Shelby Corcoran)

### Épisode 21:Funk
- États-Unis /  Canada : 1er juin 2010 sur FOX / Global
- France :
  - 31 octobre 2010 sur Orange Cinéhappy
  - 11 mai 2011 sur M6
- Belgique : 17 décembre 2010 sur Club RTL
- Québec : 23 mars 2011 sur V

- États-Unis : 9,02 millions de téléspectateurs[55]
- Canada : 1,758 million de téléspectateurs[56]
- France : 988 000 téléspectateurs[57]

- Another One Bites the Dust (Queen) (Jesse St. James et Vocal Adrenaline)
- Tell Me Something Good (Chaka Khan & Rufus) (Will Schuester)
- Loser (Beck) (Noah Puckerman, Finn Hudson, Sandy Ryerson, Howard Bamboo, Terri Schuester (Jessalyn Gilsig))
- It's a Man's Man's Man's World (James Brown) (Quinn Fabray)
- Good Vibrations (Marky Mark and the Funky Bunch feat. Loleatta Holloway) (Noah Puckerman, Finn Hudson, Mercedes Jones)
- Loser (Beck)  en fond musical uniquement
- Give Up the Funk (Tear the Roof Off the Sucker) (Parliament) (New Directions)

### Épisode 22:Rhapsodie (Régionales)
- États-Unis /  Canada : 8 juin 2010 sur FOX / Global
- France :
  - 7 novembre 2010 sur Orange Cinéhappy
  - 11 mai 2011 sur M6
- Belgique : 17 décembre 2010 sur Club RTL
- Québec : 30 mars 2011 sur V[58]

- États-Unis : 11,07 millions de téléspectateurs[59]
- Canada : 2,521 millions de téléspectateurs[60]
- France : 1,3 million de téléspectateurs[57]

- Charlotte Ross : Judy Fabray
- Olivia Newton-John : elle-même
- Josh Groban : lui-même

- You Raise Me Up / Magic (Josh Groban / Olivia Newton-John) (Aural Intensity)
- Faithfully (Journey) (Rachel Berry et Finn Hudson)
- Any Way You Want It / Lovin', Touchin', Squeezin' (Journey) (New Directions)
- Don't Stop Believin' (Journey) (New Directions)
- Bohemian Rhapsody (Queen) (Jesse St. James et Vocal Adrenaline)
- To Sir, with Love (Lulu) (New Directions)
- Over the Rainbow (Israel Kamakawiwo'ole) (Noah Puckerman et Will Schuester)